# 蓋斯科格爾山
46°57′18″N 11°7′44″E / 46.95500°N 11.12889°E

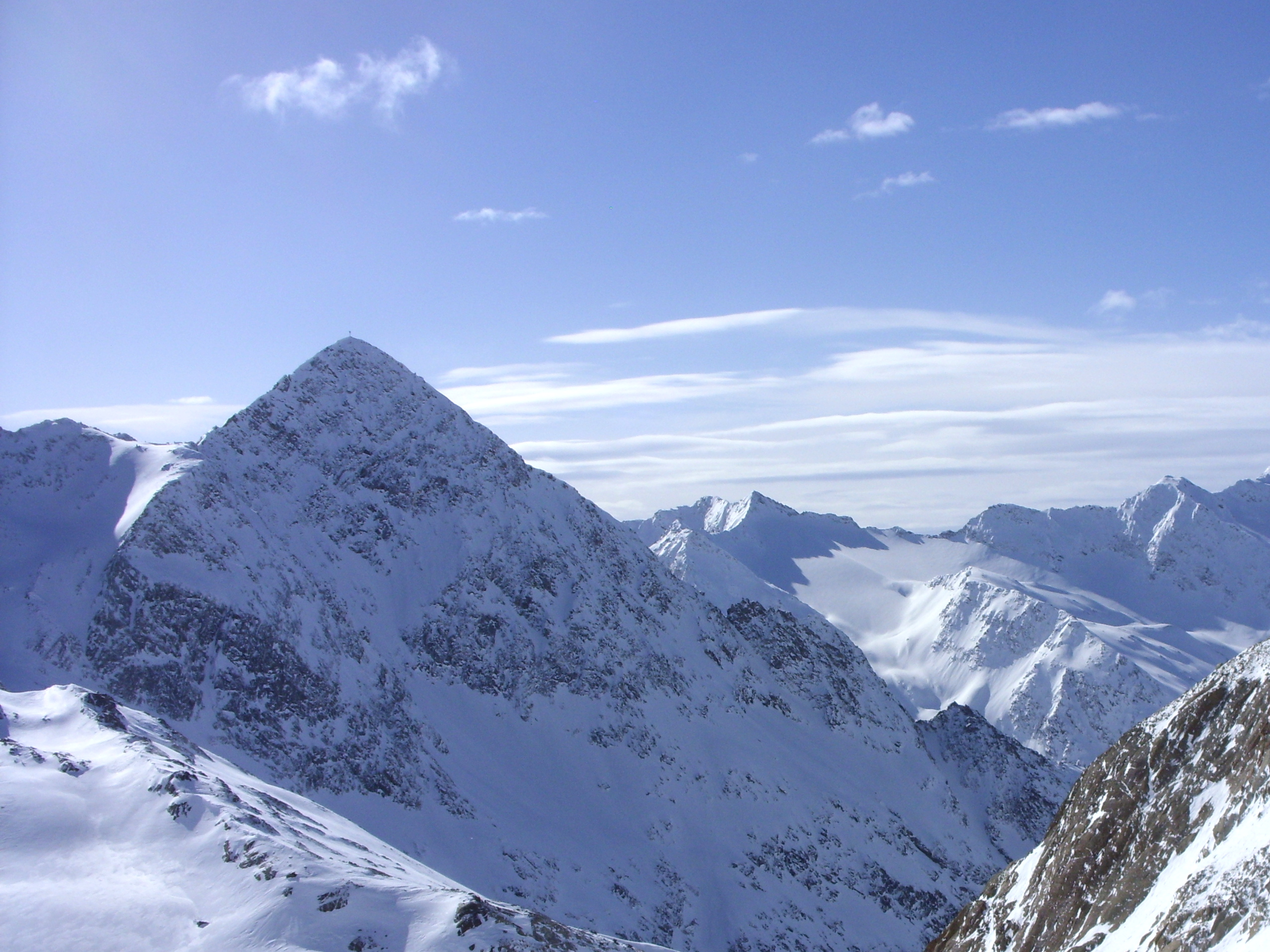

蓋斯科格爾山（德語：Gaiskogel），是奧地利的山峰，位於該國西部，由蒂羅爾州負責管轄，屬於斯圖拜阿爾卑斯山脈的一部分，距離普法芬施奈德山0.8公里，海拔高度3,129米。